# Mario Kummer
Mario Kummer, nascido a 6 de maio de 1962 em Suhl foi um ciclista e director desportivo alemão.

## Biografia
Em 1977, Mario Kummer converteu-se em campeão do mundo de perseguição por equipas em categoria junior. Em 1981, converte-se em campeão do mundo em contrarrelógio por equipas com Falk Boden, Bernd Drogan e Olaf Ludwig. Revalidó seu título em 1989 com Falk Boden, Maik Landsmann e Jan Schur. Entremedias, nos Jogos Oímpicos em Seul, ganhou a medalha de ouro nesta mesma disciplina com Uwe Ampler, Maik Landsmann e Jan Schur.
Passou a profissional em 1990 e retirou-se em 1997. Tem participado em cinco Tour de France. Na edição de 1996, fez parte da equipa Deutsche Telekom do vencedor Bjarne Riis ainda que retirou-se na segunda etapa.
Em 2000, Mario Kummer converteu-se em director desportivo da equipa Telekom até 2006. Salpicado pelo escândalo de dopagem no que estava implicado o exlíder do T-Mobile Jan Ullrich, foi despedido em outubro de 2006. A equipa Team Astana contratou seus serviços a partir de 1 de janeiro de 2007.

## Palmarés
| - 1981 (como amador) - Campeonato do mundo em contrarrelógio por equipas - Tour da Hainleite - 1982 (como amador) - 3 etapas do Tour de RDA - 1983 (como amador) - 2 etapas do Troféu Joaquim Agostinho - 1 etapa da Volta a Eslováquia - 1984 (como amador) - Tour de Hainaut Ocidental, mais 1 etapa - Volta à Normandia - 1985 (como amador) - 1 etapa do Tour de Hainaut Ocidental - 1 etapa do Tour de RDA - 1986 (como amador) - 1 etapa do Tour de RDA - 3.º no Campeonato do mundo contrarrelógio por equipas - Tour da Hainleite | - 1987 (como amador) - Volta a Renania-Palatinado - Tour de Hainaut Ocidental, mais 1 etapa - 1988 (como amador) - Medalha de ouro nos Jogos Olímpicos na prova de 100 km contrarrelógio por equipas - 1989 (como amador) - Campeonato do mundo em contrarrelógio por equipas - Grande Prêmio Waregem - 1991 - 1 etapa do Giro de Puglia - 3.º no Campeonato da Alemanha em Estrada - 1996 - Tour da Hainleite |

## Resultados nas Grandes Voltas e Campeonatos do Mundo
| Corrida            | 1990 | 1991  | 1992 | 1993  | 1994 | 1995  | 1996 | 1997 |
| ------------------ | ---- | ----- | ---- | ----- | ---- | ----- | ---- | ---- |
| Giro d'Italia      | -    | 77.º  | -    | 67.º  | -    | 105.º | -    | -    |
| Tour de France     | 88.º | -     | 78.º | 111.º | 97.º | -     | Ab.  | -    |
| Volta a Espanha    | 92.º | 103.º | -    | -     | -    | 107.º | 84.º | -    |
| Mundial em Estrada | 25.º | 54.º  | -    | -     | -    | -     | -    | -    |